# Рюпельский ярус
Рюпельский ярус (Rupelian stage)-первый ярус Олигоцена. Он начался 33,9 и закончился 27,3 миллионов лет назад. Ему предшествует Приабонский ярус, а после Рюпельского яруса идет Хаттский. Рюпельский ярус был назван в честь реки Рюпель в Бельгии.
| система                                                                          | отдел    | ярус          | Нижняя граница, млн лет |
| -------------------------------------------------------------------------------- | -------- | ------------- | ----------------------- |
| Неоген                                                                           | Миоцен   | Аквитанский   | 23,04                   |
| Палеоген                                                                         | Олигоцен | Хаттский      | 27,3                    |
| Палеоген                                                                         | Олигоцен | Рюпельский    | 33,9                    |
| Палеоген                                                                         | Эоцен    | Приабонский   | 37,71                   |
| Палеоген                                                                         | Эоцен    | Бартонский    | 41,03                   |
| Палеоген                                                                         | Эоцен    | Лютетский     | 48,07                   |
| Палеоген                                                                         | Эоцен    | Ипрский       | 56,0                    |
| Палеоген                                                                         | Палеоцен | Танетский     | 59,24                   |
| Палеоген                                                                         | Палеоцен | Зеландский    | 61,66                   |
| Палеоген                                                                         | Палеоцен | Датский       | 66,0                    |
| Мел                                                                              | Верхний  | Маастрихтский | больше                  |
| Деление и золотые гвозди в соответствии с IUGS по состоянию на декабрь 2024 года |          |               |                         |

## Климат
В Рюпельском ярусе Антарктида начала покрываться ледяным щитом.

## Животные Рюпельского яруса
В Рюпельском ярусе вымерли многие эоценовые животные, но появились новые.
1. ↑  Latest version of international chronostratigraphic chart (англ.). International Commission on Stratigraphy. Дата обращения: 9 февраля 2025.